# Мохамед Хусейн Тантауи
Мохамед Хусейн Тантауи Сулейман (на арабски: محمد حسين طنطاوى سليمان – Мухаммад Хусейн Танта̀уий Сулийман) е египетски военен офицер (фелдмаршал) и държавник, председател на Върховния съвет на въоръжените сили на Египет; от 11 февруари 2011 г. временно изпълняващ длъжността държавен глава на Египет до провеждането на предсрочни избори.
Има нубийски произход. Роден е на 31 октомври 1935 г. в Кайро.
Завършва Военната академия на Египет през 1956 г. Участва във военните действия по време на Суецката криза, Шестдневната война от 1967 г. и Войната от Йом Кипур 1973 г., преминавайки през ръководни длъжности от командир на батальон до командир на механизирана дивизия. По-късно е военен аташе в Пакистан. Преподавател е във Военната академия.
През 1988 г. е назначена за командващ Президентската гвардия, след това за командващ операциите на Египетските въоръжени сили (1990). Участва във Войната в Персийския залива от 1991 г. на страната на антииракската коалиция.
На 20 май 1991 г., след освобождаването на ген. Юсеф Сабри Або Талеб, Тантауи е назначен за министър на отбраната и военната промишленост и главнокомандващ Въоръжените сили. През октомври 1993 г. е произведен в чин генерал-фелдмаршал.
По онова време се смята, че Мохамед Тантауи би наследил на президентския пост Хосни Мубарак при евентуален успех на атентата срещу Мубарак през юни 1995 г. В началото на 2011 г. е разглеждан като възможен претендент за президентското място. По време на избухналите протести в Египет от 2011 г. на 31 януари е назначен за вицепремиер, запазвайки длъжността на министър на отбраната и военната промишленост.
На 11 февруари, след 18 дневни протести, президентът Хосни Мубарак подава оставка и предава властта в ръцете на Върховния съвет на въоръжените сили, оглавяван от Мохамед Тантауи. Този акт е разглеждан от някои наблюдатели като военен преврат. Върховният съвет разпуска парламента и отменя конституцията, поемайки ръководството на държавата до провеждането на предсрочни избори и управлявайки съвместно с председателя на Върховния конституционен съд на Египет Фарук Султан.
На 30 юни 2012 г. държавен глава става новоизбраният президент Мохамад Морси. На 12 август 2012 година фелдмаршал Тантауи е изпратен в оставка с указ на президента Морси.